# HD 93083
HD 93083 (Macondo) – gwiazda położona w  gwiazdozbiorze Pompy. Jest oddalona od Słońca o ponad 94 lata świetlne.
Jest to pomarańczowa gwiazda ciągu głównego (pomarańczowy karzeł), wielkością podobna do Słońca, o typie widmowym K.
W 2005 roku odkryto planetę, typu jowiszowego, HD 93083 b (Melquíades) okrążającą tę gwiazdę.

## Nazwa
Gwiazda ma nazwę własną Macondo, wywodzącą się od fikcyjnej wioski Macondo z powieści Sto lat samotności autorstwa Gabriela Garcii Márqueza. Nazwa została wyłoniona w konkursie zorganizowanym w 2019 roku przez Międzynarodową Unię Astronomiczną w ramach stulecia istnienia organizacji. Uczestnicy z Kolumbii mogli wybrać nazwę dla tej gwiazdy. Spośród nadesłanych propozycji zwyciężyła nazwa Macondo dla gwiazdy i Melquíades dla planety.